# Lepanthes kokonuko
Lepanthes kokonuko es una especie de orquídea epífita originaria del sur de Colombia

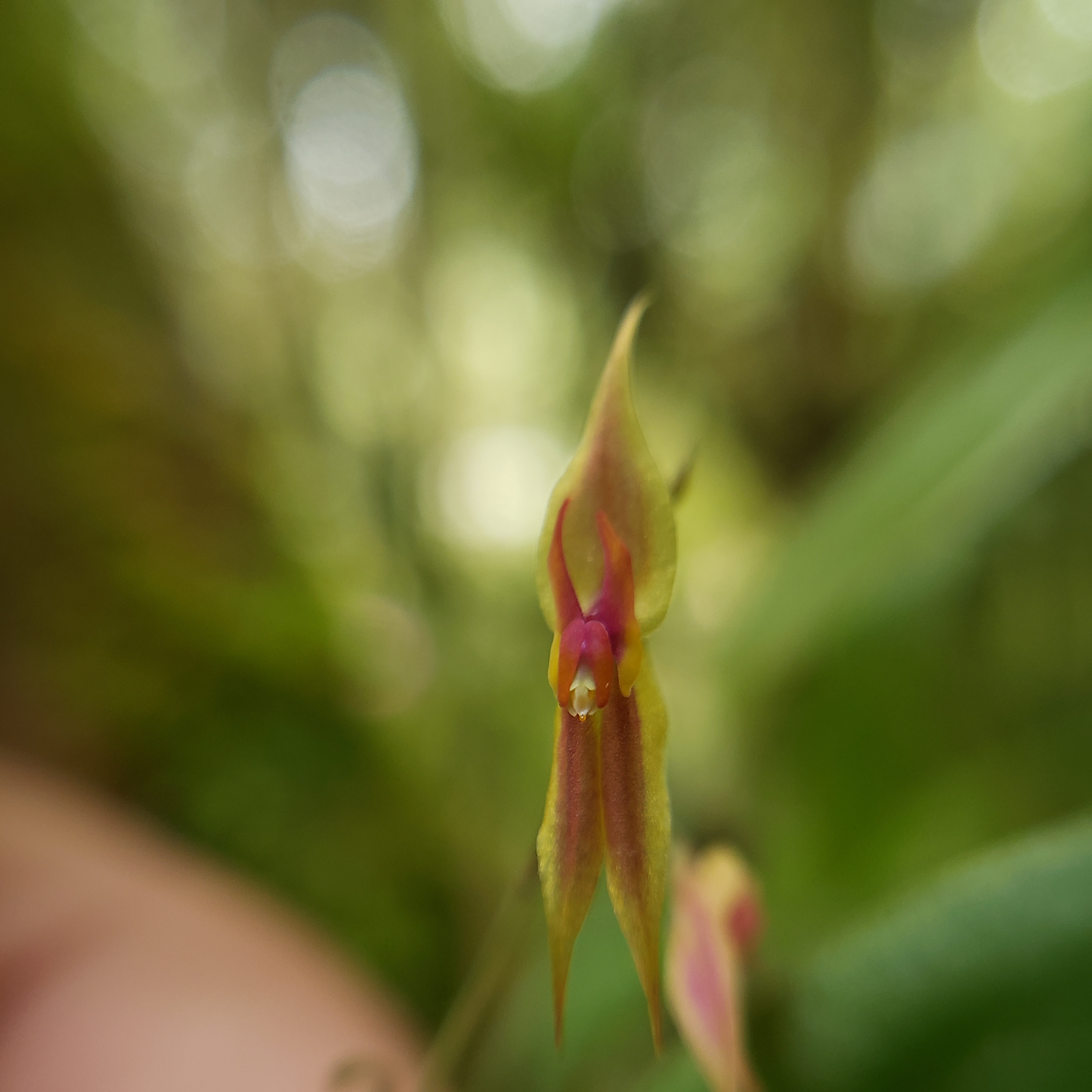
Lepanthes kokonuko, forma normal

De todas las especies pequeñas de Lepanthes, esta puede ser fácilmente reconocida por sus plantas de tamaño medio, cespitosas, con hojas coriáceas elípticas y por sus inflorescencias dísticas largas y sueltas, flexibles; sépalos laterales fuertemente reflexos, pétalos transversalmente bilobulados con la parte superior del lóbulo lanceolada (como un cuerno) y un labio bilaminado con las hojas ovoides-lanceoladas con un apéndice bipartito.

## Descripción
Planta epífita, de tamaño medio, cespitosa, erecta a suberecta, de hasta 11,5 cm de altura. Raíces delgadas, flexibles, filiformes, de aproximadamente 1 mm de diámetro. Ramicules esbeltos, erectos a suberectos, robustos, de hasta 8 cm de longitud, encerradas por 2 a 6 vainas lepantiformes, surcadas, ciliadas microscópicamente a lo largo de los márgenes, con una ostia dilatada, acuminadas. Hojas erguidas, coriáceas, elípticas, agudas, el ápice emarginado con un apículo abaxial en el medio, 1,5 a 3,5 × 1,0 a 1,5 cm, la base cuneada se contrae en un peciolo de 4 a 6 mm de largo. Inflorescencia 2 a 3 racimos congestionados, sucesivamente de pocas flores de hasta 7 cm de longitud, incluido el pedúnculo, suelto, disforme, flexuso, situado debajo de la hoja por un pedúnculo filiforme de hasta 2,5 cm de longitud; bráctea floral deltoide, aguda, de 1,5 a 3,6 mm de longitud; pedicelo terete, persistente, de 3 a 4 mm de longitud. Ovario con 3 alas con flecos, costado, de 1,0 a 1,3 mm de longitud.
Flores con sépalos de color amarillo claro, el lateral medialmente impregnado de color burgundy, pétalos amarillos con los lóbulos superiores impregnados de borgoña hacia la base y de naranja a lo largo de los márgenes, labelo color azafrán impregnado marginalmente de naranja, la base de las hojas de color carmesí, columna blanca, tapa de antera rosa. Sépalos similares en forma y tamaño, ovalados, atenuados, carinados a lo largo de las venas. Sépalo dorsal con tres venas, ligeramente cóncavo, 1,0 - 1,3 × 0,3 cm, conificado en los sépalos laterales durante 2 mm. Sépalos laterales con dos venas, fuertemente revolutos en posición natural, 1,0 × 0,4 cm, connados alrededor de 6 mm. Pétalos microscópicamente pubescentes, transversalmente bilobulados, con un pequeño ángulo marginal entre los lóbulos, 1,0 × 4,5- 5,0 mm, el lóbulo superior apenas triangular, agudo, recurvado, 3,0-3,5 mm de largo, el lóbulo inferior ovalado a triangular, ligeramente encorvado, agudo, con un margen interno de retusa, 1,0-1,5 mm de largo. El labio bilaminado, las hojas ovaladas-lanceoladas con extremos redondeados, microscópicamente pubescente, de 2 × 1 mm de largo, los conectivos cuneados, el cuerpo, connate a la base de la columna, el seno amplio con un apéndice bipartito compuesto de dos procesos lineales, clavados. La columna terete, de 1,5 mm de longitud, la antera dorsal y el estigma apical. Capuchón de la antera orbicular a cordada, cuculada, 0,25 mm de ancho. Polinias amarillas, dos, piriforme, 0,3 mm de largo.

## Distribución y hábitat
Se encuentra en Colombia como una orquídea epífita cespitosa de pequeño tamaño, que prefiere el clima frío, habita el bosque húmedo de montaña, en los troncos y ramas de los árboles en alturas de 2000 a 2800 metros.

## Taxonomía
Lepanthes kokonuko fue descrita por J.S. Moreno y Pizzo-Florez, publicado en Lankesteriana 229-239. 2020.
Etimología
Ver: Lepanthes
kokonuko: epíteto significa “gente de montaña” tal como lo son las comunidades de este pueblo que veneran como sitio ancestral la cadena volcánica “Kokonukos”, la cual comprende 15 centros eruptivos.